# Agnolo Doni
Agnolo Doni (1474 – 1539) è stato un mercante e mecenate italiano.

## Biografia
Ricco mercante di stoffe, sposò la quindicenne Maddalena Strozzi il 31 gennaio 1504; la giovane portava in dote millequattrocento fiorini. Vasari lo descrive come un "cittadino fiorentino [...] che molto si dilettava aver cose belle, così d'antichi come di moderni artefici". Nell'edizione del 1568 de Le vite de' più eccellenti pittori, scultori e architettori, Vasari aggiungerà qualche dettaglio sul carattere di questo collezionista e mecenate, specificando che "quanto era assegnato nell'altre cose, tanto spendeva volentieri, ma con più risparmio che poteva, nelle cose di pittura e di scultura, delle quali si dilettava molto". Vasari racconta anche che Doni "edificò [una casa] bella e comodissima in Firenze nel corso de' Tintori, appresso al canto degl'Alberti": Palazzo Doni.
Oltre a collezionare antichità, commissionò opere d'arte a diversi artisti, tra cui Fra Bartolomeo ("un quadro di una Nostra Donna"), Morto da Feltre ("molti quadri, di variate e bizzarre grottesche") e, soprattutto, Michelangelo Buonarroti e Raffaello Sanzio. Tra il 1505 e il 1506 Raffaello infatti realizzò per lui un ritratto della moglie Maddalena e, successivamente, uno dello stesso Doni; i ritratti rimasero in mano agli eredi a Palazzo Doni fino al 1826, quando le tele furono cedute al granduca Leopoldo II di Toscana. Fu sempre Agnolo a commissionare a Michelangelo quello che diventerà noto come Tondo Doni, forse per celebrare le nozze con Maddalena Strozzi nel 1504 o in occasione del battesimo della loro primogenita Maria nel 1507. Pare che la coppia avesse avuto anche quattro figli, tutti morti appena dopo la nascita e tutti chiamati "Giovanni Battista".